# Tomáš Krejča
Tomáš Krejča (* 2. září 1979) je bývalý český fotbalista.

## Fotbalová kariéra
V české lize hrál za SK Dynamo České Budějovice. Nastoupil v 8 ligových utkáních. Gól v lize nedal.

## Ligová bilance
| Ročník                          | Zápasy | Góly | Klub                       |
| ------------------------------- | ------ | ---- | -------------------------- |
| Gambrinus liga 1997/98          | 2      | 0    | SK Dynamo České Budějovice |
| 2. česká fotbalová liga 1998/99 | 6      | 0    | SK Dynamo České Budějovice |
| Gambrinus liga 1999/00          | 2      | 0    | SK Dynamo České Budějovice |
| Gambrinus liga 2000/01          | 4      | 0    | SK Dynamo České Budějovice |
| CELKEM 1. česká liga            | 8      | 0    |                            |